# Tundra
 For alternative betydninger, se Tundra (musiker).
Tundra og skovtundra er biomer inden for det polare område. Ordet tundra stammer fra det kola-samiske ord tundar (som tilsvarer nordsamisk duottar = skovløst fjeld), der blev optaget i russisk som  tundra og derfra spredt ud i verden.
Tundra findes nord for den 50. breddegrad på den nordlige halvkugle. Frostperioden varer mellem 9 og 10 måneder, men selv i den frostfrie periode forbliver råjorden i den tilstand, der hedder permafrost. I modsætning til skovtundraen, som er udbredt langs polarområdets sydgrænse, findes der ingen større planter i den egentlige tundra. Derimod findes rigt varierede plantesamfund med mosser, laver, bregner, stauder og dværgbuske.
Store pattedyr som ren, moskusokse, bjørn, ulv og polarræv præger dyrelivet. Om sommeren er der en rig fauna af ynglende trækfugle, særligt ænder. Om vinteren er fuglelivet sparsomt med rype, sneugle og jagtfalk som karakteristiske arter. Hare og små gnavere som lemming er vigtige byttedyr.
Tundraen er på grund af den langsomme nedbrydning i det kolde klima regnet som et af de økosystemer, der er mest sårbare over for menneskelig aktivitet. Spor efter menneskelige indgreb vil kunne bevares i årtier eller århundreder, som man kan observere det på Svalbard. Permafrosten (under det tynde jordlag, der tør op om sommeren) bevarer biologisk materiale meget længe. Man har derfor kunnet finde en 20.000 år gammel mammut velbevaret i Sibiriens permafrost. Af samme grund har forskere åbnet grave på Svalbard i håb om at finde virusset, der fremkaldte den spanske syge.

## Skovtundra
Skovtundra (også kaldet parktundra) findes i den sydligste og varmeste del af tundra-området og er kendetegnet ved spredte forekomster af buske og mindre træer på beskyttede steder. Træerne er typisk birk, pil eller røn. Skovtundra fandtes i store dele af Europa efter istidens ophør, men findes i dag kun i Rusland og Canada på grænsen mellem tundra og taiga.

## Alpin tundra
Alpin tundra er en økozone eller klimazone som karakteriseres af mangel på skov på grund af højden over havet. Alpin tundra ligger over skovgrænsen og adskiller sig fra arktisk tundra ved ikke at have permafrost. Desuden er jorden i alpine områder almindeligvis bedre afvandet end jord i arktiske områder.
Alpin tundra går over i subalpin skov under trægrænsen.
Alpin tundra forekommer i bjergområder over hele verden. Floraen i zonen karakteriseres af arter som kryber langs jorden. Det kolde klima i disse højtliggende områder forårsages af lavt lufttryk, og ligner polarklima. 

## Tundraplanter

### Træer langs skovgrænsen
- almindelig røn (Sorbus aucuparia)
- almindelig hæg (Prunus padus)
- dunbirk (Betula pubescens)
- gråel (Alnus incana)
- bævreasp (Populus tremula)
- skovfyr (Pinus sylvestris)
- sibirisk lærk (Larix sibirica) skovgrænse i Sibirien
- sortgran (Picea mariana) skovgrænse i Canada og Alaska

### Buske
- dværgbirk (Betula nana)
- arktisk alperose (Rhododendron lapponicum)
- grønlandsk post (Rhododendron groenlandica)
- Almindelig Blåbær (Vaccinium myrtillus)
- blågrå pil (Salix glauca)
- uldpil (Salix lanata)
- spydpil ('Salix hastata)
- laplandspil (Salix lapponum)

### Stauder
- alpetjærenellike (Lychnis alpina)
- sibirisk valmue (Papaver nudicaule)
- rosenrod (Rhodiola rosea)
- purpurstenbræk (Saxifraga oppositifolia)
- almindelig rypelyng (Dryas octopetala)
- bredbladet timian (Thymus pulegioides)
- plettet gøgeurt (Dactylorhiza maculata)

## Dyr i tundra og skovtundra
- Sneugle
- Polarræv
- Gås (sommergæst)
- Ulv
- Ren
- Moskusokse
- Lemming
- Polarhare
- Isbjørn